# Juan Tena Martín
Juan Tena Martín (Madrid, 1950) es un periodista y escritor español afincado en Madrid.

## Biografía
Estudio en el Real Conservatorio Superior de Música de Madrid y en el Municipal de Barcelona; tiene un título de FP. Es autodidacta. En 1988 comenzó a colaborar en la sección de tecnología del diario de información económica Cinco Días de Madrid. Un año después esta sección se convirtió en I+D, el primer suplemento semanal de ciencia y tecnología que editaba un rotativo de economía en España. En marzo de 1992 fue nombrado director de I+D.
Entre 1995 y 1996 fue asesor externo en comunicación del Centro de Investigaciones Energéticas, Medioambientales y Tecnológicas (Ciemat), del entonces Ministerio de Industria y Energía, hoy dependiente del Ministerio de Economía, Industria y Competitividad.
En 1996 se hizo cargo, como director, de ImásD, un medio de información electrónica de ciencia y tecnología. En 1999 pasó a ser también su editor. 
Entre 1997 y 1999 compatibilizó la dirección de ImásD y la dirección del gabinete de comunicación de la Federación Española de Entidades de Innovación y Tecnología(FEDIT), que agrupa a los principales centros tecnológicos españoles. 
También ha trabajado en el departamento de comunicación del Instituto Español de Oceanografía (IEO), dependiente del Ministerio de Industria, Turismo y Comercio, hoy  Ministerio de Asuntos Económicos y Transformación
Entre 2004 y 2009 fue secretario general de la [Asociación Española de Comunicación Científica] (AECC).
A lo largo de su carrera profesional ha publicado en distintos medios de información nacionales e internacional, tales como: Wall Street Journal, Diario 16, El Independiente, Estratos; Polivalencia, El Nuevo de la Ciencia y la Tecnología, Muy Interesante y El Médico.
Desde 1992 ha frecuentado el trabajo de conferenciante y ponente en diversos cursos, seminarios y jornadas de comunicación tecnológica. He participado, entre otros, en la Facultad de Ciencias de la Información, de laUniversidad Complutense de Madrid; en la Universidad de Alcalá de Henares; en los "Cursos de verano de El Escorial", organizados por la Universidad Complutense de Madrid; la Universidad de Salamanca y la Universidad Libre de Nuevo León, en Monterrey (México).
Ha impartido clases de ciberperiodismo de ciencia y tecnología en el Curso de Periodismo Científico y Tecnológico y de la Comunicación de la Ciencia y la Técnica, de la Asociación Española de Comunicación Científica (AECC) , que se imparte en la Universidad Carlos III y en el Máster Universitario de Ciencia, Tecnología y Sociedad. Cultura y Comunicación en Ciencia y Tecnología de la Universidad de Salamanca. También ha impartido cursos de formación en periodismo científico tanto para profesionales de la información, comunicadores y divulgadores, como para investigadores. Dirige un curso de periodismo científico para investigadores y periodistas que se imparte en el Centro de Investigaciones Energéticas, Medioambientales y Tecnológicas (Ciemat) . También ha impartido cursos prácticos de periodismo de ciencia y tecnología en la Universidad de Almería y más recientemente en la Universidad Internacional Menéndez Pelayo.

## Obra
- El Hespérides: 10 años de investigación (2001 Ministerio de Defensa y Ministerios de Ciencia y Tecnología.
- El futuro que viene (coautor) (Temas de Hoy).
- Informar sobre innovación (coautor) (Fundación COTEC Asociación de Periodistas de Información Económica (APIE).
- Contar la Ciencia (coautor) (Fundación Séneca) .
- Un mito llamado [Leonor de Guzmán]  en Homenaje a Fernando Jiménez de Gragorio (Ayuntamiento Talavera de la Reina).
- La Isla de Vlady. (Amazón) .[1]
- I Certamen Internacional Toledano 'Casco Histórico'[2] (coautor) (2013 CELYA).
- Orillas Literarias (editor y coautor) (publicado en CELYA).
- Trece relatos, trece misterios (coautor y editor (publicado en CELYA).
- La muerte jamás narrada (coautor y editor (publicado en CELYA).
- Invenciones (2014. Atlantis).
- Piernas al desnudo (Desde Manhattan)  (2015, Juan Tena).
- Abril en Manhatan, novela publicada en ediciones de Sial Pigmalión

## Premios
- Primer premio del I Certamen Literario Toledano "Casco Histórico" 2012, de carácter internacional .[2]
- Tercer Premio [Leopoldo Lugones] de Narrativa 2008 (Biblioteca Centro Cultural el Talar, Argentina).
- Primer premio de Periodismo Enresa 1991.
- Premio Club Español de la Energía, categoría "Carbón", en su edición de 1991.
- Premio Club Español de la Energía, categoría "Eficiencia Energética", en su edición de 1994.